# 戦闘機無用論
戦闘機無用論（せんとうきむようろん）、戦闘機不要論（せんとうきふようろん）、戦闘機廃止論（せんとうきはいしろん）とは、技術の発達などを原因として従来の戦闘機を無用視、軽視する理論。必ずしも戦闘機を必要としないという理論ではない。

## 第二次世界大戦期
第二次世界大戦前後に起こった戦闘機無用論は、急速に発達した爆撃機（攻撃機）を戦略上重視し、従来の防御的な戦闘機を無用視、軽視する主張。様々な考えがあり、戦闘機無用論同士でも対立がある。ジュリオ・ドゥーエやヒュー・トレンチャードの航空理論が影響している。

### 日本海軍
日本海軍での戦闘機無用論は、1933年ごろから芽生え1935年、1936年にピークを迎えた。大本営、航空本部、横空、戦闘機搭乗員、攻撃機搭乗員、陸軍などから広く支持された。戦闘機無用論は、支那事変の戦訓、航続力や攻撃力の大きい零戦の登場で立ち消えた。立ち消えた後の1939年に、第二次戦闘機無用論と呼ばれる移動があった。艦上爆撃機拡充のために多くの戦闘機搭乗員が他部門へ外された処置である。
根拠は以下が挙げられた。
1. 攻撃機の性能が向上したため、高速な攻撃機に対する戦闘機の攻撃運動が難しくなり、射撃する機会が少ないこと（当時、戦闘機は30ノット以上の速力差がないと攻撃運動は困難とされていた）。
2. 高速機への射撃はほぼ追尾の形になり、金属製機体に対して7.7ミリ機銃では命中しても跳弾となること。
3. 当時の戦闘機は航続距離が短く、空母の攻撃機に随伴できず、掩護できないこと。
4. 1933年から1935年における爆撃機の性能・火力の向上、特に編隊による防御火網の構成が相対的に戦闘機の威力を低下させたこと[8][3]。

以下の演習結果も根拠となっている。1936年に九六式陸上攻撃機（9試陸攻）の実用実験の最終段階で、96式陸攻による木更津海軍航空隊と旧型の90式艦戦による館山海軍航空隊との模擬攻撃演習が行われ、劣速の戦闘機が攻撃機に追いつけず完敗した。航本教育部長大西瀧治郎は大村空飛行隊長池上二男少佐を呼び、「今度はじめて九六式艦上戦闘機が大村空に配属される。戦闘機出身でない君がその飛行隊長にえらばれたが、この全金属単葉の性能のすぐれた九六艦戦をもってしても、戦闘機は無用と言えるのかどうか専門外の人の方が、客観的に正当な意見を出しやすいからそのつもりで意見をまとめてもらいたい」と依頼した。そのため、1937年4月に佐世保鎮守府で鹿屋の96式陸攻が攻撃側、大村空の96式艦戦が防御側で防空演習を行い、当時は防空体制が整っていなかったこともあり、攻撃機側が奇襲の形で完勝した。
戦闘機無用論の影響で、養成削減があり1936年卒（第27期飛行学生、海兵61期）の戦闘機搭乗員は2名（本来は4名いたが、1名が卒業直後に殉職、1名は陸上攻撃機操縦員になる）となる（例年4 - 9名）。1936年 - 1938年卒は計15名。比率としては19.7%から12.5%へ縮小である。後への影響が大きかったという意見もあれば、一般にはたいした問題にはならなかったという意見もある。中野忠二郎によれば「戦闘機搭乗員の養成が減らされたのは一年だけだったが、元来日本海軍の戦闘機の他機種にたいする比率は、米国などに比べるとはるかに少なかった。これは攻撃第一主義によるもので戦闘機が軽蔑されていたためである。また、その頃出現した新機種九六式艦爆の操縦員を充足するため、戦闘機隊から下士官操縦員が、艦爆搭乗員として引きぬかれた」という。1937年には日中戦争で第二連合航空隊参謀源田実少佐が戦闘機の攻撃的な作戦を考案して、それまで主として防御用と見られていた戦闘機を積極的に遠距離に進攻させたことで、戦闘機の価値が認識されることになった。

#### 攻撃力強化
軍令部第一課長だった福留繁によれば、航空機は砲戦に先んじて攻撃することが任務だから航続距離が必要であり、戦闘機のような防御本位で航続距離の短い飛行機は必要なく、母艦には一機でも多く攻撃機を搭載するべきという主張であったと述べている。海軍の小福田晧文によれば、戦闘機無用論は限られた軍事予算で航空兵力の増強をはかるために直接攻撃力を増やしたものであるという。1922年のワシントン海軍軍縮条約や1930年のロンドン海軍軍縮条約に伴い、山本五十六は、飛行機によって攻撃力を補おうと考え、攻撃機の増強に努めた。
福留によれば、1934年に連合艦隊航空戦技研究会の席上で柴田大尉から戦闘機無用論の意見が述べられ、2、3人が同調したが、当時連合艦隊の先任参謀だった福留はこれに反対し、後日、当時の軍令部第一課長だった稲垣大佐も反対意見を述べたという。
戦闘機無用論で最も影響を与えたのは三和義勇とする意見もある。三和が横須賀航空隊戦術教官の際、横空高等科学生に対し「戦闘機が攻撃機をその攻撃実施前に有効に阻止できないことは演習などでしばしば実証されているから、搭載機数に限りがある母艦には戦闘機の代わりに艦爆や艦攻を多く積んで攻撃力を増すべし」と力説した。柴田武雄分隊長は、攻撃機、爆撃機を進出させるために援護機など戦闘機による防御は必要と反対したが、三和は「海軍は伝統的に攻撃精神であり一機でも攻撃機、爆撃機を増やすべきである。君は戦闘機を過大評価している。それでも日本人か」と反論した。三和は軍令部作戦課に転出すると戦闘機搭乗員縮小計画を推進した。この要求に対して軍令部からも航空本部からも異議は出なかった。

#### 大型機論
1930年、松永寿雄中佐による大型攻撃機重視論などの論文が、海軍部内の機関誌に発表されて注目を浴びた。
1935年、横須賀航空隊副長兼教頭大西瀧治郎大佐は、当時の海軍が持っていた戦闘機よりも優速の双発陸上攻撃機（のちの九六式陸上攻撃機）が完成される見込みがついていたこと、戦闘機の航続力が短いこと、海上での航法能力が小さいことなどのために、航空母艦での使用が制限されていたことから戦闘機無用論を唱えて横空の戦闘機関係者を論破した。また、1937年7月に海軍航空本部教育部長にあった大西は「航空軍備に関する研究」と題するパンフレットを配布しており、その中で大遠距離、大攻撃力、大速力を持つ大型機による革新を説き、小型航空機に将来性はなく、戦闘機は爆撃機の速度、高度増大でさらに必要なくなると主張してる。
横空攻撃機隊分隊長新田慎一大尉（のち少佐）ら攻撃機搭乗員は、大型攻撃機は多数の旋回銃集中により戦闘機を排除できると主張していた。特に新田大尉は大西大佐との関係も良く、自らが開発にかかわった九六式陸上攻撃機に自信を持っていた。横空戦闘機分隊長小園安名少佐も「おい、中攻どころか、いまにアメリカ本土を直接爆撃できる大型機ができるぞ。そうなれば、あんな高い費用がかかる空母なんていらなくなるよ」と若い搭乗員に声をかけ、空母全廃論を唱えた。
日中戦争における1937年（昭和12年）8月14日、新田慎一少佐率いる鹿屋海軍航空隊の九六式陸上攻撃機 9機、浅野楠太郎少佐率いる8機は台湾松山飛行場を発し、それぞれ杭州、広徳への渡洋爆撃に出撃したが、高志航中校率いる中華民国空軍第4大隊の迎撃を受け、新田隊が2機未帰還・1機大破、浅野隊が1機不時着放棄の損害を負った。
翌8月15日も、戦闘機の掩護なしに木更津海軍航空隊の陸攻を南京に、空母加賀の艦攻・艦爆を杭州空襲に出撃させた。陸攻は20機出撃し4機未帰還、89式艦攻は16機出撃し、うち7機未帰還、1機不時着、96式艦攻は13機出撃するも攻撃せず全機帰還、94式艦爆は16機出撃し1機未帰還、1機不時着した。この日、木更津部隊は戦闘概報の中で、九六式陸攻の防弾・防火対策の脆弱性を指摘した。
柴田武雄少佐（当時、空母加賀戦闘機隊長）によれば、前日、艦攻隊長岩井庸男少佐に対して旧式の89式艦攻だけでも戦闘機の掩護をつけるべきと説得したが、分隊長安仙三大尉の「万一の場合でも旋回銃で大丈夫、戦闘機は足手まとい」という一言で不採用になり、この損害が出たことで戦闘機無用論は立ち消えたという。
8月16日、新田少佐は再度鹿屋の九六式陸攻隊8機（うち2機が途中帰還）を率いて句容市空襲に向かったが、乗機は被弾して不時着。新田少佐を含め、搭乗員は全員自決した。戦闘機搭乗員だった源田実は新田の戦闘機無用論（大型機論）と対立しており、戦後、「図上演習や兵棋演習の上では精神的効果が加味されて一応理論として成り立ったが、実戦（日華事変）が始まると単なる幻想として消え去ってしまった。」「戦闘機の持つ有形無形の戦力は予想より遙かに大だった。」と述べている。
8月20日深夜、大西瀧治郎（当時、海軍大佐。海軍航空本部の教育部長）は戦況視察のため中国大陸の最前線に赴くこととなり、済州島アルトゥル飛行場を発した九六式陸上攻撃機6機（指揮官入佐俊家大尉）による中国軍飛行場夜間爆撃に指揮官機に同乗する。これまで中国空軍に多数が迎撃された事から、爆撃機ばかりによる白昼の攻撃は危険と判断したためである。だが、揚州にて中国空軍第5大隊の戦闘機に迎撃され、陸攻4機が撃墜された。3日間の行動で陸攻隊は未帰還9機、不時着破壊2機、損傷機多数を出して実働稼働機は半減。第一連合航空隊司令官戸塚道太郎少将は戦闘詳報の中で「陸攻隊の強襲は、往年の二〇三高地（旅順攻囲戦）の強襲に等しい心境で敢行した」と述べている。
同年8月30日、軍令部は中国空軍戦闘機隊との戦訓から「支那のｆb〔爆撃機〕は快速なり。」として、日本軍の戦闘機と爆撃機に対する考え方を改める必要を認めた。
- （一）艦上戦闘機は速力オソシ。猶戦闘機ニ対スル考へ方ハ更ムル要アリ。即チ、
  - （イ）戦闘機ハ艦隊ノ被攻撃ニ直衛効果少シトシテ軽視セラルヽ傾向ニアリタリ、
  - （ロ）性能上戦闘機ハ対戦闘機空中戦ヲ考ヘ操縦性ヲ可良ナラシムルタメ、水平速力ヲ犠牲トセル点ニアリ、
  - （ハ）着艦速力ニヨル制限ヲ(ﾛ）項ト連係シテ有利ニ解シヰタリ、
  - （ニ）機銃ノ口径小ナルヲ以テ満足シヰタリ、
  - （ホ）対ｆb大〔大型爆撃機〕ニ対スル攻撃力ハ甚ダ戦闘機ノ有力ナルヲ認識セシメラル。
- （二）陸攻ハヤツト出来タ程度ニテ米国製爆撃機ニオトル処アルハ勿論ナリ。
  - （イ）戦闘機にニ比シ速力アマリニオトル、
  - （ロ）戦闘機ノ13mm機銃ニヨリ7.7mmハ「アウトレンヂ」セラル、
  - （ハ）地上射撃ノ弾丸ハ遙カニ戦闘機ノ水平弾着痕ニ比シ少キヲ認ム、
  - （ニ）燃料「タンク」ニ対スル致命弾ハ甚ダ多シ。之モ(ﾊ)項ニヨル結果ナルベシ。

加賀航空隊を皮切りに導入を始めた96式艦上戦闘機を護衛に付けることで被害は軽減した。また、中国空軍は96式艦戦に勝ち目無しと見て、10月前後以降I-16やI-15bisに換装したが、12.7 mm口径のブローニングAN/M2重機関銃を搭載していた新ホークと比べ、ソ連機が搭載する7.62 mm口径のShKAS機関銃やPV-1機関銃では陸攻の撃墜が困難となり、50発以上の被弾を受けても帰還するケースもあった。しかし、それ以降も従来通り陸攻のみで爆撃を敢行し、結果撃墜されることもあった。例えば、大型機重視による戦闘機無用論を唱えた十三空飛行長得猪治郎大尉は、1938年（昭和13年）4月26日、悪天候を利用して二小隊一番機の陸攻単機で孝感へ偵察攻撃を策したが、15時30分ごろ（中央標準時、日本側では17時ごろ）7、8機の戦闘機に撃墜され、機長の今村武夫中尉（府立四中、海兵60期）以下乗員7名全員とともに戦死している。6月16日、高雄海軍航空隊の巖谷二三男中尉指揮する96式陸攻6機は、楽昌駅を中心とする粤漢線爆撃のため広東省に飛来、南雄に差し掛かったところで黄泮揚指揮する第5大隊のグロスター グラディエーター9機の迎撃を受け、密集していた米田充平中尉（鹿児島二中、海兵60期）指揮の3機1個小隊を誘爆で一気に失った（黄泮揚大隊長の戦果と見られる）。

#### 急降下爆撃機
横空の戦術教官だった中野忠二郎によれば「昭和四年ごろ戦闘機による急降下爆撃が研究されはじめ、戦闘機を急降下爆撃機に替えるという発想とむすびつき、昭和八年ごろから戦闘機無用論が出はじめた」という。
横空戦闘機分隊長源田実大尉は、戦闘機を以てする急降下爆撃の研究に精力を傾けた。源田は「（現状）戦闘機隊は主として防御的作戦に使用されているが、戦闘の勝敗を決定する制空権を確保するためにもっと積極的に敵を攻撃する方に向けてはどうか」と考え、海戦においてまず敵航空母艦に急降下爆撃を行うことを提案していた。空母は搭載攻撃機により絶大な攻撃力を持つが、航空機用燃料や爆弾魚雷の塊であり、被弾すればたやすく戦闘能力を喪失する。このため先制攻撃にあたり、水平爆撃ではなく命中率の高い急降下爆撃をもちいることを主張した。さらに急降下爆撃機を善用すべきは勿論、航続距離の延伸、操縦性の軽快さ、戦闘機としての流用等を考慮していた。源田は1933年から1935年にわたって、「単座急降下爆撃機」の試作、採用を主張し続けたが、賛同は得られなかった。この飛行機は制空権獲得のため、敵空母の先制空襲を主任務とするが、この爆撃が終われば、単座戦闘機として流用し得る構想であった。
1934年、空母「赤城」で実施された第一航空戦隊研究会で、源田は「単座急降下爆撃機」の導入を主張して、戦闘機と攻撃機の半数ずつをこれと入れ替える意見を出した。これに対して第一航空戦隊司令官山本五十六少将は、戦闘機を攻撃に使うという点には賛成したが、航法上の安全性からやはり二座になると却下した。1935年、源田は「単座機による急降下爆撃の教育訓練に就て」の研究で昭和9年度の恩賜研学資金を受賞する。末国正雄によれば、これは横空から提出された戦闘機無用論に関する意見書でもあるという。1935年、岡村基春大尉と源田実大尉によって横空から戦闘機無用論の意見書が提出され、人事に影響したという主張もある。飛行機の小型化を志向しているため、新田慎一らの戦闘機無用論（大型機論）とは対立した。源田によれば、後の爆装した零戦やジェット戦闘機もある意味で単座急降下爆撃機であるとしている。マリアナ沖海戦で第三航空戦隊から発進した第六五三海軍航空隊の零式艦上戦闘機60機以上のうち約40機は250kg爆弾1発を携帯しており、「これは始めての試みで「あ」号作戦においては、特に顕著な戦果を挙げることは出来なかったが、後に神風特別攻撃隊の使用機として、大きな功績を残すこととなった」と述べている。

### 海外
アメリカ陸軍における戦闘機無用論は、1920年代から現れ、1936年ごろには主流を占めていた。また、カリフォルニア州基地で、マーチンB-10型爆撃機と戦闘機との模擬訓練が行われ、優速の爆撃機に戦闘機が置きざりにされる結果が出たことで、戦闘機無用論は強くなった。のちにフライング・タイガースを率いる事になるクレア・リー・シェンノートは、当時戦闘機による防空戦を主張し続け、軍内部で孤立していた。
第二次世界大戦においても、1942年6月にB-17パイロットは戦闘機など頼りにしないと豪語していた。しかし1943年8月～10月、第8爆撃軍団によって行われたドイツのシュヴァインフルト爆撃（シュヴァインフルト＝レーゲンスブルク作戦、第2次シュヴァインフルト空襲）などでB-17型爆撃機に護衛戦闘機を付けずに飛ばしたため大損害を出し、1944年にはドイツ奥地への爆撃が中止された。これをもってアメリカも援護戦闘機の必要性を認識。戦闘機無用論は消滅した。
ドイツでも第二次世界大戦前に爆撃機増強のため戦闘機無用論が支持されていたが、1940年バトル・オブ・ブリテンによって戦闘機の価値を再認識し消滅した。

## 有人戦闘機無用論
1950年代に現れた戦闘機無用論は、ジェット機の高速化、ミサイル技術の発達からミサイル万能論を生み、従来の有人戦闘機を無用視する主張である。
ミサイル万能論によって、対空ミサイルで侵入機を撃破できるので戦闘機は必要なくなる、戦闘機はミサイルを装備することで従来の格闘戦は必要なくなると考えられていた。そのため戦闘機は速度偏重となり、装備もミサイルだけで機銃が外されるものも現れた。
1958年、第二代航空幕僚長佐薙毅の時にFX機種選定問題が起こった際、政治問題にまで発展したが、1959年、第三代航空幕僚長に就任した源田実が官民合同の調査団を結成、調査団長として渡米してF-104を選んだ。源田はアメリカから機銃は必要ないとミサイル万能論を説いたが、戦闘機の至近距離での攻撃や運動性の高さによる回避運動などを考慮してF-104に機銃装備を施した。この時、野党側は「ミサイル時代に戦闘機は無用だ」と有人戦闘機無用論を唱えて「決定を白紙還元せよ」と非難した。
しかし、1960年から始まったベトナム戦争の経過によって、ミサイルは運動性の高い戦闘機を捕えることが困難であり、格闘戦も発生することが判明して、機載機銃、格闘性能の重要性が再認識された。
ベトナム戦争終結後である1977年の防衛年鑑には、「ひところのような有人戦闘機無用論は姿を消しているが、とにかく、科学技術の急速な進歩によって航空機の能力は著しく向上されてきており、将来における航空機の様相は大きく変えられようとしている」とあり、この頃にはすでに立ち消えている。
また、21世紀に入り、コンピュータ技術の発達によって管制施設から操作する無人機が登場して、従来の有人戦闘機が必要なくなるという主張がふたたび現れている。